# Магомедов, Ислам Курбанович
Исла́м Курба́нович Магоме́дов (род. 8 февраля 1991, Большая Мартыновка) — российский борец греко-римского стиля, бронзовый призёр чемпионата мира 2015 года, чемпион Европейских игр (2015), чемпион Европы (2015). Выступает в весовой категории до 98 кг. Мастер спорта России международного класса. Член сборной команды страны с 2012 года. 7 сентября 2016 года награждён медалью «За заслуги перед Чеченской Республикой».

## Биография
Родился 8 февраля 1991 года в Ростовской области в слободе Большая Мартыновка; выступает за Ростовскую область. Его первыми тренерами были А. Кожевник и А. Чубаров.
В июле 2010 года в Будапеште (Венгрия) Ислам Магомедов в категории до 96 кг завоевал золотую медаль на первенстве мира среди юниоров. В июле 2011 года в Бухаресте (Румыния) Магомедов в финале категории до 96 кг победил Сандро Дихаминию (Грузия) и стал двукратным чемпионом мира среди юниоров.
В сентябре 2012 года на проходившем в Баку (Азербайджан) финале Голден Гран-при Магомедов занял третье место.
В марте 2015 года Магомедов выиграл чемпионат России в весовой категории до 98 кг. Чемпионат проходил в Санкт-Петербурге. В финале соревнований ростовский спортсмен поборол Константина Ефимова (ХМАО).
В июне 2015 года на проходивших в Баку (Азербайджан) первых Европейских играх Ислам Магомедов в поединке за золотую медаль в весовой категории до 98 кг победил украинца Дмитрия Тимченко. Борец посвятил победу на Играх в своим родителям. Одновременно с золотом Игр, Магомедов завоевал звание победителя чемпионата Европы — Игры имели статус чемпионата Европы.

## Спортивные результаты
- Чемпионат России по греко-римской борьбе 2017 года — ;
- Чемпионат России по греко-римской борьбе 2016 года — ;
- Европейские игры 2015 года — [10];
- Чемпионат России по греко-римской борьбе 2015 года — ;
- Чемпионат России по греко-римской борьбе 2014 года — ;
- Кубок европейских наций 2013 года — ;
- Чемпионат России по греко-римской борьбе 2013 года — [4].
- Летние Олимпийские игры 2016 года — в 1/4 финала проиграл борцу из Турции Дженку Ильдему[11].